# Monte Kaba
El monte Kaba (en indonesio: Gunung Kaba) es un estratovolcán gemelo del monte Hitam, en el país asiático de Indonesia, que cuenta con un complejo de cráteres alargados dominados por tres grandes cráteres históricamente activos desde la cumbre hasta la parte superior del flanco NE. El cráter más al suroeste de Gunung Kaba, el Kawah Lama, es el más grande. La mayoría de las erupciones históricas han afectado sólo la región de la cumbre del volcán.